# Ana Cláudia (voleibolista)
Ana Cláudia Ramos (Recife, 31 de outubro de 1961) é uma ex-voleibolista brasileira.

## Biografia
Nascida em Recife, em Pernambuco, Ana integrou vários clubes tradicionais do vôlei brasileiro.
Iniciou sua carreira no Vôlei Recife, onde atuou durante cinco temporadas, entre 1975 e 1980. Mudou-se para o Rio de Janeiro, onde passou a atuar pelo Fluminense Football Club, onde atuou por duas temporadas. Após a passagem pelo clube carioca, foi para o Sport Club Juiz de Fora.
Mudou-se para São Paulo, para defender o Club Athletico Paulistano entre as temporadas de 1984 e 1985. Para a temporada seguinte, fechou contrato com o São Caetano Esporte Clube.
Defendeu o Brasil no Campeonato Mundial de Voleibol Feminino de 1986, onde o Brasil conquistou o até então inédito quinto lugar após superar a União Soviética em uma partida por 3 sets a 0.
Após a rápida passagem pelo São Caetano, mudou-se para Esporte Clube Pinheiros. Voltou para o Rio de Janeiro em 1988, para defender o Lufkin Esporte Clube. No mesmo foi convocada pra integrar a delegação brasileira nos Jogos Olímpicos de Verão de 1988, realizados em Seul, na Coreia do Sul. Na edição, Ana, integrou o elenco brasileiro que terminou a competição em sexto lugar.
Depois da participação nas Olímpiadas, defendeu o Atlantictur. Participou da delegação brasileira nos Jogos Pan-Americanos de 1987, realizado em Indianápolis, nos Estados Unidos. Na competição, terminou em quarto lugar após ser derrotada pela equipe estadunidense na disputa pelo terceiro lugar por 3 sets a 1.
Participou do selecionado brasileiro, que conquistou a medalha de prata Campeonato Sul-Americano de Voleibol Feminino, realizado em Curitiba, em 1989. No ano seguinte mudou-se para o Recra, de Ribeirão Preto, onde permaneceu por um ano. Após a passagem em Ribeirão, deixou o Brasil para atuar no Pallavolo San Lazzaro VIP, da Itália.
Três anos após a estadia na Itália, voltou a Brasil para defender o BCN/Guarujá, onde foi vice-campeã na Liga Nacional na temporada de 1993-1994. Após o vice-campeonato, mudou-se para o Leite Moça/Sorocaba, onde permaneceu por um ano. Para temporada 1995-1996, retornou ao clube de Pinheiros, onde ficou um ano. Na temporada 1996-1997, mudou-se para o BCN/Osasco. Realizou sua última temporada no Gerdau/Minas, clube onde encerrou sua carreira.
Ana Cláudia atualmente pratica voleibol na categoria máster, conquistando campeonatos internacionais pelo Clube Náutico Capibaribe atuando como oposta.

## Títulos e Resultados
Clubes
- Vice-Campeã da Liga Nacional atuando pelo BCN/Guarujá (1993/1994)[11]

Jogos Pan-Americanos
- 1987– 4º Lugar – (Indianápolis,  Estados Unidos)[13]

Qualificação Intercontinental Olímpica
- 1988- Vice-campeã(Forli  Itália)[14]

Jogos Olímpicos de Verão
- 1988 - 6ºLugar Olimpíada de Seul( Coreia do Sul)[6]

Campeonato Mundial de Voleibol Feminino
- 1986– 5º Lugar– (Praga,  Chéquia)[15]

Campeonato Sul-americano de Clubes (Voleibol Máster)
- 2010- Campeã atuando pelo Náutico (Mar del Plata,  Uruguai)[16]
- 2011- Campeã atuando pelo Náutico, (Lima,  Peru)[17]

## Prêmios Individuais
- 2010- Melhor Atacante atuando pelo Náutico (Máster)[12]